# Féitsch
Féitsch est un lieu-dit de la commune luxembourgeoise de Wincrange. 
Il est situé à une altitude de 485 m, à environ 1,5 km au sud-ouest d'Hamiville et environ 1 km à l'est d'Allerborn, à l'intersection de la N12 et de la N20